# Konferenciamátrix
A matematikában egy konferenciamátrix (vagy C-mátrix) olyan C négyzetes mátrix, melynek átlóján csak 0, az átlón kívül csak +1 és −1 elemek szerepelnek, és CTC az I egységmátrix többszöröse. Tehát, ha a mátrix rendje n, CTC = (n−1)I. 
Egyes szerzők általánosabb definíciót használnak, melyben minden sorban és oszlopban egyetlen 0 kell szerepeljen, de ennek nem kell feltétlenül az átlón lennie.
A konferenciamátrixok először a telefónia területén bukkantak fel. Elsőként Vitold Belevitch írta le őket és adott nevet nekik. Belevitch ideális transzformátorokból próbált ideális telefonkonferencia-hálózatokat összeállítani és úgy találta, hogy ezeket a hálózatokat a konferenciamátrixok reprezentálják. Egyéb alkalmazásaik a statisztika és az elliptikus geometria területén vannak.
Ha n > 1, kétfajta konferenciamátrixról beszélhetünk. Amennyiben az általánosabb definíciót használtuk, először normalizáljuk C-t a sorok átrendezésével úgy, hogy a nullák az átlón legyenek, majd a negatív értékkel kezdődő sorok vagy oszlopok negálásával (ezek a műveletek nem változtatják meg a tényt, hogy a mátrix egy konferenciamátrix).
Az így létrejött normalizált konferenciamátrix első sorában és oszlopában csak 1-esek vannak, eltekintve a sarok 0-jától, és az átlóban csak 0-k találhatók. Legyen az S az a mátrix, amit C első sorának és oszlopának eltávolításával nyerünk. Ekkor két eset lehetséges: vagy n kétszeresen páros (azaz 4 többszöröse), S pedig antiszimmetrikus (ahogy a normalizált C is, ha az első sort negálni kellett), vagy n egyszeresen páros (kongruens 2 modulo 4) és S szimmetrikus (ahogy a normalizált C).

## Szimmetrikus konferenciamátrixok
Ha C n > 1 rendű szimmetrikus konferenciamátrix, akkor azon túl, hogy n kongruens 2 (mod 4), ráadásul n − 1-nek két négyzetszám összegének kell lennie; elemi mátrixelméleti módszerrel van Lint és Seidel trükkösen bizonyították. n mindig két négyzetszám össze lesz, ha n − 1 egy prímhatvány.
Adott szimmetrikus konferenciamátrix, S tekinthető úgy, mint egy gráf Seidel-féle szomszédsági mátrixa. A gráfnak S sorai és oszlopai szerint n − 1 csúcsa van, két csúcs pedig akkor van éllel összekötve, ha a nekik megfelelő S-beli érték negatív. Ezt az erősen reguláris gráfot nevezik (a mátrix neve után) konferenciagráfnak.
A fenti megszorítások által megengedett n-ek esetén sem ismert, hogy minden n-re létezik-e n-edrendű konferenciamátrix. Tudjuk például, hogy ha n = q + 1, ahol q 1-gyel kongruens (mod 4) prímhatvány, akkor a Paley-gráfok n-edrendű szimmetrikus konferenciamátrixokat adnak, ha S-et a Paley-gráf Seidel-mátrixának választjuk.
Az első néhány, szimmetrikus konferenciamátrixot megengedő rendszámok az n = 2, 6, 10, 14, 18, (a 22 nem, mivel a 21 nem két négyzet összege), 26, 30, (a 34 nem, mivel a 33 nem két négyzet összege), 38, 42, 46, 50, 54, (az 58 nem), 62 (A000952 sorozat az OEIS-ben); ezek mindegyikéről tudott, hogy létezik ilyen rendű konferenciamátrix. A 66 rendű mátrix létezése nyitott kérdés.

### Példa
A lényegileg egyedi 6 rendű konferenciamátrix a következő:
{\displaystyle {\begin{pmatrix}0&+1&+1&+1&+1&+1\\+1&0&+1&-1&-1&+1\\+1&+1&0&+1&-1&-1\\+1&-1&+1&0&+1&-1\\+1&-1&-1&+1&0&+1\\+1&+1&-1&-1&+1&0\end{pmatrix}}},
az összes többi, 6 rendű konferenciamátrix előállítható ebből a mátrixból egyes sorok vagy oszlopok előjelének felcserélésével (és a használt definíció alapján sorok és vagy oszlopok sorrendjének felcserélésével). Tehát a mátrix sorok/oszlopok előjelének és/vagy sorrendjének felcserélése erejéig egyedi.

## Antiszimmetrikus konferenciamátrixok
A Paley-konstrukcióval antiszimmetrikus mátrixok is előállíthatók. Legyen q egy prímhatvány, ami kongruens 3 (mod 4). Ekkor létezik olyan, q rendű irányított Paley-gráf, ami egy n = q + 1 rendű antiszimmetrikus konferenciamátrixhoz vezet. A mátrix megkapható, ha az S-t olyan q × q méretű mátrixnak választjuk, melynek (i,j) pozícióiban akkor található +1, (j,i) pozícióiban pedig −1, ha létezik irányított, i-ből j-be mutató él; az átlóban értelemszerűen 0-k szerepelnek. Ekkor C megkapható a fenti módon S-ből, de mivel az első sor teljesen negatív, ez egy antiszimmetrikus konferenciamátrix.
Ez a konstrukció csak nagyon kis részét oldja meg annak a problémának, hogy mely kétszeresen páros n-ekre létezik n rendű antiszimmetrikus konferenciamátrix.

## Általánosítások
Néha az n rendű konferenciamátrixot úgy definiálják, mint egy W(n, n−1) alakú súlyozó mátrix, ahol W(n,w) akkor w>0 súlyú és n rendű, ha n méretű négyzetes mátrix, {−1, 0, +1} értékekkel, mely kielégíti a következőt: W Wt = w I. Ezt a definíciót használva a nulláknak nem kell az átlón lenni, de könnyen belátható, hogy továbbra is minden sorban és oszlopban pontosan egy nullának kell lennie. Például a 
{\displaystyle {\begin{pmatrix}1&0&1&1\\0&-1&-1&1\\1&-1&0&-1\\1&1&-1&0\end{pmatrix}}}
mátrix kielégíti ezt a könnyített definíciót, de a szigorúbb, az átlón lévő nullákat megkövetelőt már nem.

## Telefonkonferencia-áramkörök

A triviális, 2 portos konferenciahálózat

Belevitch teljes megoldásokat állított elő egészen n = 38-ig a konferenciamátrixokra és néhány kisebb mátrixhoz az áramköröket is megrajzolta. Egy ideális konferenciahálózat működése során a jelek gyengülése kizárólag abból adódik, hogy felosztódik a konferencia előfizetői portjai között, tehát nincs hálózati disszipációs veszteség. A hálózat nem tartalmaz ellenállásokat és csak ideális transzformátorok vannak benne. Egy n-portos ideális konferenciahálózat pontosan akkor létezik, ha létezik n rendű konferenciamátrix. Például, egy 3 portos konferenciahálózat létrehozható a telefonos kézibeszélőkben és vonali erősítőkben 2 vezetékről 4 vezetékre átalakításkor alkalmazott, jól ismert villaáramkör (hibrid) segítségével. 3 rendű konferenciamátrix azonban nem létezik, és a villaáramkör nem nyújt ideális konferenciahálózatot. Be kell iktatni egy kiegyenlítő ellenállást, ami csillapítja a jelet, ellenkező esetben a mikrofon jele nem lesz hallható a fejhallgatóban..
- Belevitch 6 portos ideális konferenciahálózata
- Belevitch 10 portos ideális konferenciahálózata

A fent említettek szerint a konferenciamátrix létezésének szükséges feltétele, hogy n−1 két négyzetszám összege legyen. Ha n−1 többféleképpen is előállítható két négyzet összegeként, több megoldás lesz a konferenciahálózat előállítására. Ez a helyzet az n = 26 és 66 esetekben. A hálózatok különösen egyszerűek, amikor n−1 teljes négyzet (n = 2, 10, 26, …).

## Fordítás
- Ez a szócikk részben vagy egészben a Conference matrix című angol Wikipédia-szócikk ezen változatának fordításán alapul.  Az eredeti cikk szerkesztőit annak laptörténete sorolja fel. Ez a jelzés csupán a megfogalmazás eredetét és a szerzői jogokat jelzi, nem szolgál a cikkben szereplő információk forrásmegjelöléseként.